# Pfarrkirche Salzburg-Gneis

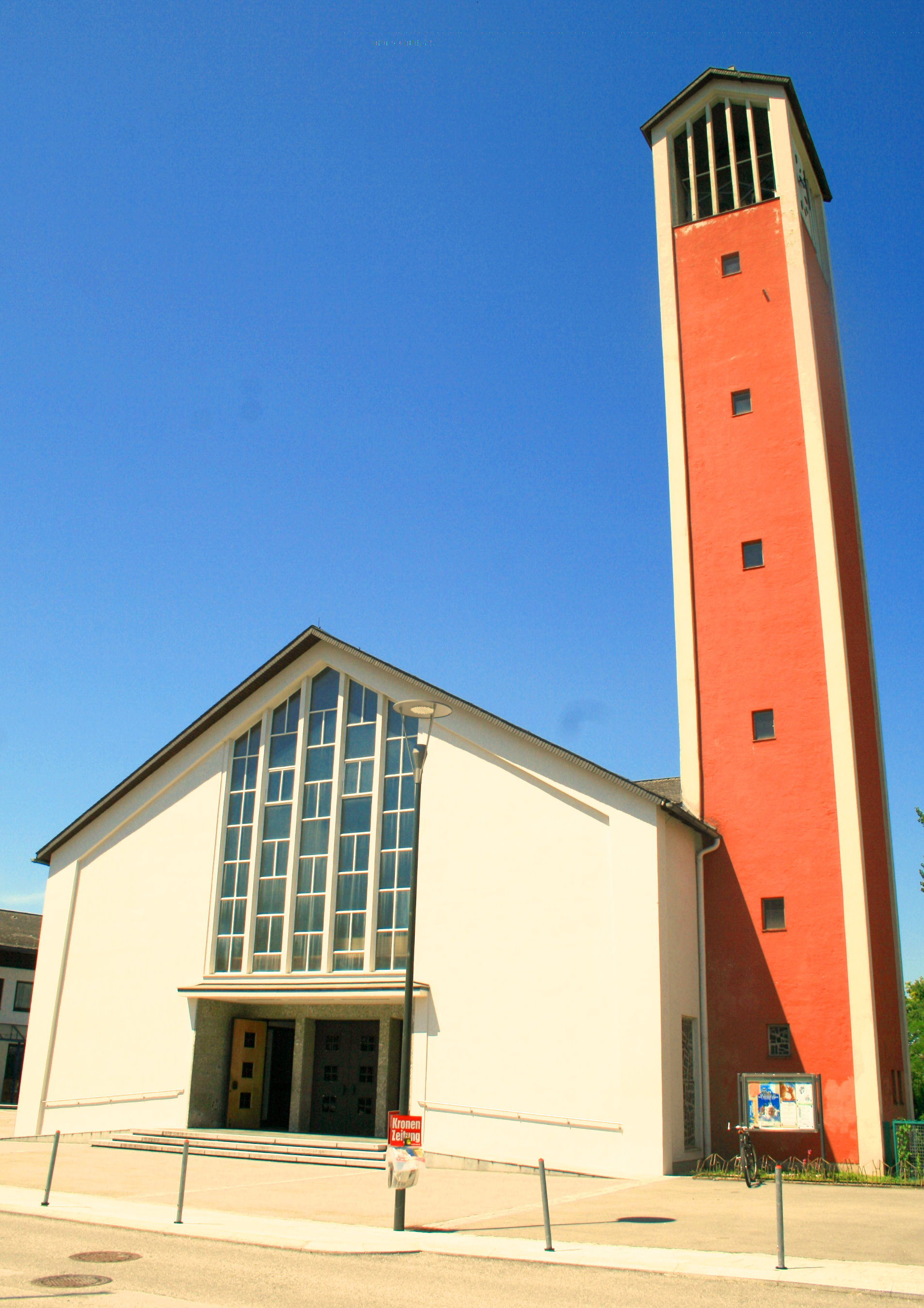
Katholische Pfarrkirche hl. Johannes Capistran in Salzburg-Gneis

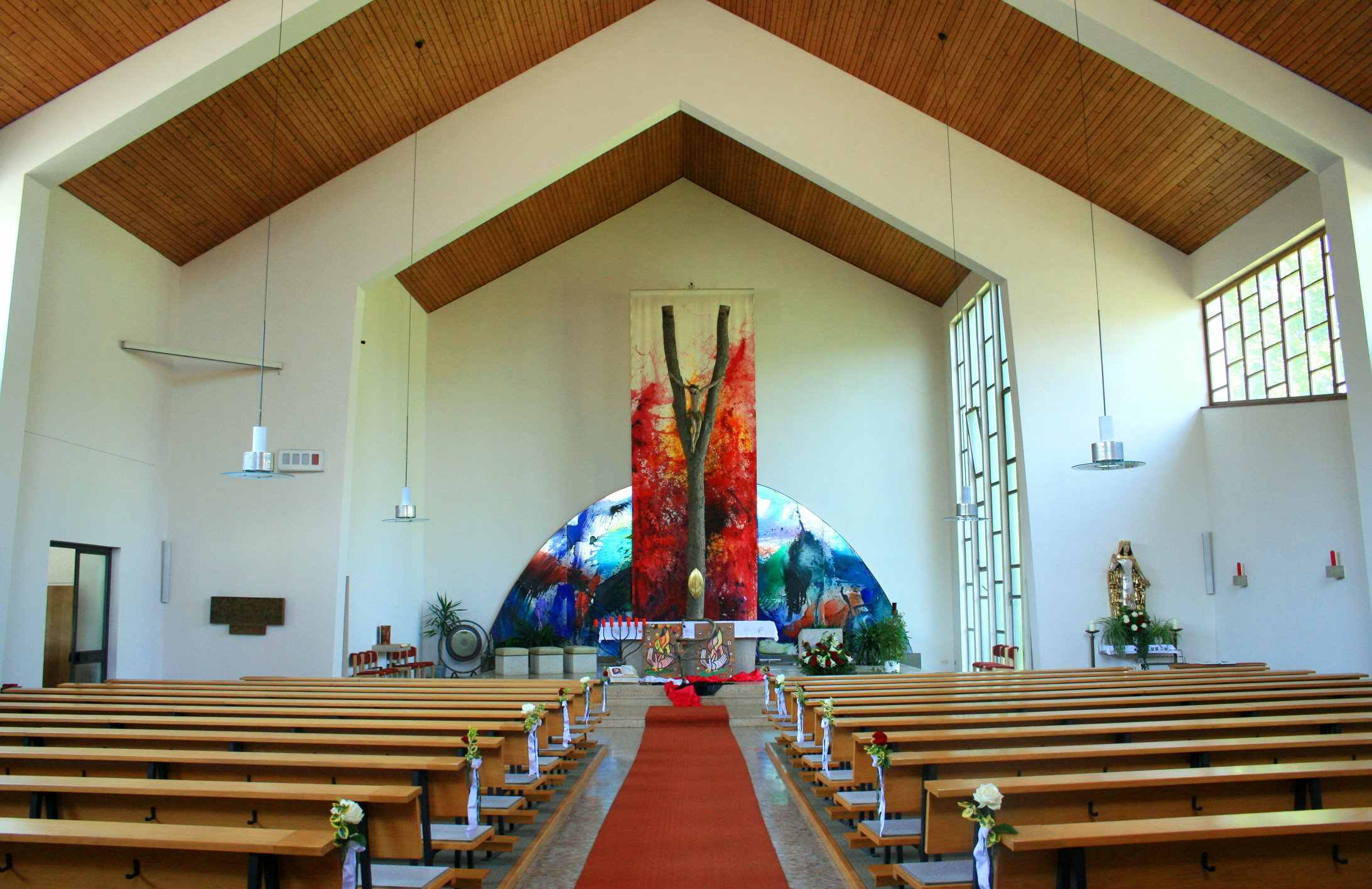
Im Langhaus zum Chor

Die Pfarrkirche Salzburg-Gneis steht in der Eduard-Macheiner-Straße Nr. 4 im Ort Gneis im Stadtteil Morzg in der Stadtgemeinde Salzburg. Die auf den Heiligen Johannes Capistran geweihte römisch-katholische Pfarrkirche gehört zum Stadtdekanat Salzburg der Erzdiözese Salzburg. Ihr Patrozinium wird am Gedenktag des hl. Capistran, dem 23. Oktober, gefeiert.
Die Kirche steht unter Denkmalschutz (Listeneintrag).

## Geschichte
Die moderne Kirche mit einem Pfarrzentrum und Kindergarten wurde von 1964 bis 1966 nach den Plänen des Architekten Erich Gerlich erbaut und am 22. Oktober 1967 von Erzbischof Andreas Rohracher geweiht.

## Architektur
Die Kirche als einfacher rechteckiger Betonskelettbau unter einem Satteldach hat einen seitlich angestellten Glockenturm.
Die Taufkapelle und Beichtkapelle haben Betonglasfenster, geschaffen von Erwin Dattendorfer (1966/1967).

## Ausstattung
Altar, Ambo, Taufstein und die Sedilien entstanden nach Entwürfen von Erich Gerlich. Den Kreuzweg mit Bronzereliefs schuf Pier Eckhoff (1981).
Das Kruzifix über dem Altar entstand wohl im 17. Jahrhundert.

### Orgel

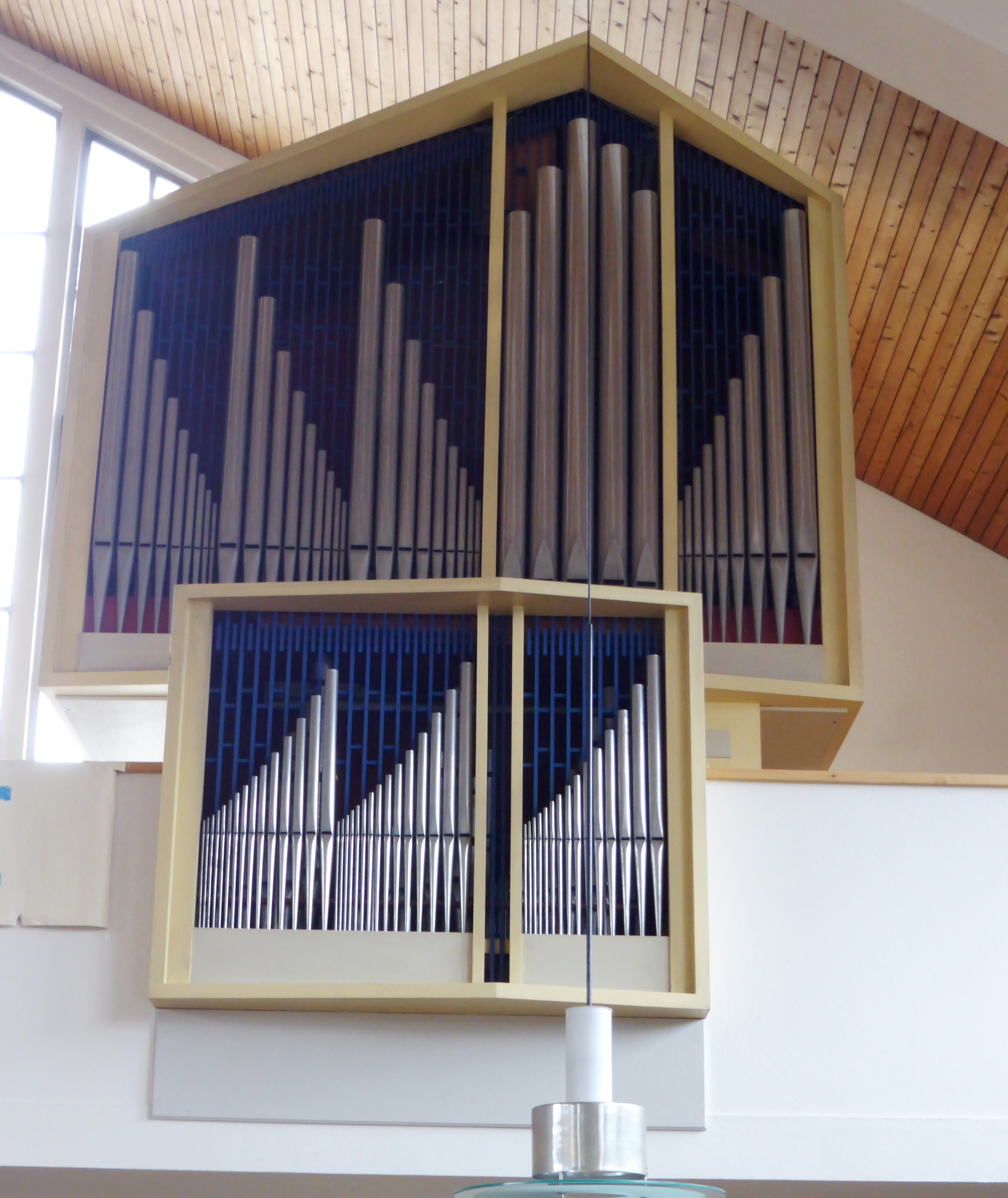
Gregor Hradetzy-Orgel, 1969

Das Instrument mit 18 Registern und mechanischer Traktur schuf Gregor Hradetzky im Jahr 1969. Dessen Sohn Gerhard Hradetzky sanierte die Orgel 2021 (Generalreinigung, Intonation und Stimmung) in Zusammenarbeit mit Orgelbaumeister Peter Winkler (Sanierung der Klaviaturen) aus Oberbergern.

### Disposition
Wie auf den Registerschildern angegeben
| Hauptwerk, II. Manual, C–g3 |              |
| Prinzipal                   | 8′           |
| Rohrflöte                   | 8′           |
| Oktav                       | 4′           |
| Flachflöte                  | 2′           |
| Mixtur                      | 1 ⁄3′ 6 fach |
| Sesquialtera                | 2 fach       |
| Trompete                    | 8′           |

| Rückpositiv, I. Manual, C–g3 |             |
| Spitzgedackt                 | 8′          |
| Rohrflöte                    | 4′          |
| Prinzipal                    | 2′          |
| Nasat                        | 1 ⁄3′       |
| Zimbel                       | 1⁄2′ 3 fach |
| Regal                        | 8′          |
| Noli me tangere              |             |

| Pedal, C–f1 |              |
| Subbaß      | 16′          |
| Pommer      | 8′           |
| Choralbaß   | 4′           |
| Mixtur      | 2 ⁄3′ 4 fach |
| Blockflöte  | 2′           |

- Koppeln: RP:Ped., HW:Ped,[Anm. 3] POS:HW[Anm. 4]

Anmerkungen
1. ↑  2 2⁄3 + 1 3⁄5′
2. ↑  War ein Registerschweller für das Regal 8′. Bei der Sanierung der Orgel im Jahr 2021 wurde der Schwellkasten entfernt, damit die Regalpfeifen zugänglicher wurden und sie somit leichter zu stimmen sind.
3. ↑  Als Tritte.
4. ↑  Als Registerzug.